# スペランツァ大阪
スペランツァ大阪（スペランツァおおさか、英語: Speranza OSAKA）は、大阪府高槻市をホームタウンとする、日本女子サッカーリーグに所属する女子サッカークラブである。

## 概要
1990年に大阪高槻レディースサッカークラブとして創設され、1991年に松下電器産業（現：パナソニック）の企業チームとなり松下電器LSC・バンビーナと改称（「バンビーナ」はイタリア語で「少女」の意）、同年より日本女子サッカーリーグに参加する。1994年シーズンにリーグ初優勝。
松下電器の撤退に伴って、2000年にスペランツァF.C.高槻（「スペランツァ」はイタリア語で「希望」）へ名称を変更して市民クラブ化された。
2012年、旧運営会社とよしもとクリエイティブ・エージェンシーとの共同出資にて運営会社「スペランツァFC大阪高槻株式会社」を設立、それに伴いチーム名がスペランツァFC大阪高槻に変更された。エンブレムは2012年のチーム改名に合わせてリニューアルされ、3つの「S」が並ぶデザインとなった。左から「高槻の土と郷土愛（橙）」「芥川（水色）」「北摂連山（緑）」を表す。
2015年には経営危機が明らかになり、一時は存続が危ぶまれていたが、2016年シーズンよりユニフォーム胸スポンサーであるコノミヤとの命名権契約締結によりコノミヤ・スペランツァ大阪高槻として活動することになり、運営会社も「株式会社スペランツァ大阪」に移された。
2019年1月22日付でチーム名をスペランツァ大阪高槻に変更した。
下部組織としてラガッツァFC高槻スペランツァ（育成系下部組織）とUSED FC高槻スペランツァ（普及系下部組織、OGチームも兼ねる）が存在した。2005年にラガッツァFC高槻スペランツァが「FC VITORIA」として分離独立した。その後新規にスペランツァFCラガッツァが育成系下部組織チームとして立ち上げられている。また、U-12のスペランツァFC高槻ピンキーズも存在する。
2021年12月17日、大阪府下のより広い地域に根差したクラブ運営を目指し、チーム名をスペランツァ大阪に変更することが発表された。

## 歴史
1990年
- 大阪高槻レディースサッカークラブ創部。関西女子サッカーリーグ3部に加盟する 　

1991年
- 松下電器レディースサッカークラブ(LSC)・バンビーナ創設。松下電器産業株式会社をスポンサーとして日本女子サッカーリーグ（JLSL：当時の略称）に加盟
- 創設の際に8名が移籍した大阪高槻レディースサッカークラブは下部組織となる。以下、トップチームを中心に記述。

1992年
- 中国人選手3名加入
- 第4回JLSL 4位 (10チーム)
- 第13回全日本女子サッカー選手権大会 2回戦敗退

1993年
- 第5回JLSL 9位 (10チーム)
- 第14回全日本女子サッカー選手権大会 ベスト8

1994年
- 第12回アジア競技大会に日本代表として門原かおる、埴田真紀が選出される
- 中国人選手1名加入
- 第6回L･リーグ（JLSL改め）総合優勝
- 第15回全日本女子サッカー選手権大会 ベスト4
- 大阪高槻レディースサッカークラブは「大阪高槻レディースサッカークラブラガッツァ」に名称変更

1995年
- 地域密着を目指し「松下電器パナソニック バンビーナ」に改称
- 大阪高槻レディースサッカークラブラガッツァも「松下パナソニック　ラガッツァ」に
- 第2回世界選手権に門原かおる、埴田真紀が選出
- 中国人選手2名、オーストラリア人選手2名加入
- 第7回L･リーグ 4位 (10チーム)
- 第16回全日本女子サッカー選手権大会 ベスト8

1996年
- アトランタオリンピックに門原かおる、埴田真紀が選出
- 中国人選手1名・オーストラリア人選手3名加入
- 第8回L･リーグ 5位 (10チーム)
- 第17回全日本女子サッカー選手権大会 ベスト8
- OKI L･リーグカップ 4位 (10チーム)

1997年
- オーストラリア人選手2名、デンマーク選手2名加入
- 第9回L･リーグ 6位 (10チーム)
- 第18回全日本女子サッカー選手権大会 ベスト8
- OKI L･リーグカップ 3位 (10チーム)

1998年
- デンマーク人選手3名加入
- 第10回L･リーグ 5位 (10チーム)
- 第19回全日本女子サッカー選手権大会 ベスト8
- OKI L･リーグカップ 準優勝 (10チーム)

1999年
- 第12回アジア女子選手権に高倉麻子、木村理恵、鳥越恵、相澤舞衣が選出
- 第11回L･リーグ 5位 (8チーム)
- 第20回全日本女子サッカー選手権大会 ベスト8
- L･リーグカップ　西日本地区予選リーグ敗退
- 下部組織として「ラガッツァ'99 USED FC」創部

2000年
- 松下電器産業がスポンサーから撤退し、市民クラブチーム「スペランツァF.C.高槻」に
- 下部組織も「ラガッツァFC高槻スペランツァ」と「ラガッツァ'99USED　FC高槻スペランツァ」に
- パン・パシフィック大会に木村理恵、鳥越恵、U-18日本代表に庭田亜樹子が選出
- 第12回L･リーグ 5位 (9チーム)
- 第21回全日本女子サッカー選手権大会 ベスト4

2001年
- 第13回アジア女子選手権に木村理恵が、ユニバーシアード日本代表選出に坂口恵子、下小鶴綾、相澤舞衣が選出
- 第13回L･リーグ 7位 (10チーム)
- 第22回全日本女子サッカー選手権大会 ベスト4

2002年
- アジア競技大会に相澤舞衣が、U-19日本代表に庭田亜樹子が選出
- 第14回L･リーグ 6位 (11チーム)
- 第23回全日本女子サッカー選手権大会 ベスト8

2003年
- ユニバーシアード日本代表に相澤舞衣、庭田亜樹子、下小鶴綾が選出
- 第15回L･リーグ 6位 (13チーム)
- 第24回全日本女子サッカー選手権大会 ベスト8

2004年
- アテネオリンピックに日本代表（なでしこジャパン）として下小鶴綾が、U-19日本代表選出に奥田亜希子、阪口夢穂が選出
- 第25回全日本女子選手権 ベスト8
- 2004 L･リーグ1部(L1) 7位 (8チーム)
- 第26回全日本女子サッカー選手権大会 ベスト16

2005年
- ユニバーシアード日本代表に庭田亜樹子、奥田亜希子が選出 (銅メダル)
- 高倉麻子が引退により、下小鶴綾がTASAKIペルーレFCへ移籍（田崎真珠へ就職）により退団
- ラガッツァFC高槻スペランツァが独立し「FC VITORIA」となり、下部組織登録選手の阪口夢穂、上辻佑実が離脱
- 2005 L･リーグ1部(L1) 7位 (8チーム)
- 第27回全日本女子サッカー選手権大会 ベスト8

2006年
- AFC女子選手権U-19日本代表選出に松田望が選出
- mocなでしこリーグ2006ディビジョン1 7位 (8チーム)。なでしこリーグ2部2位の大原学園JaSRA女子サッカークラブとの入れ替え戦で敗退しディビジョン2降格が決定
- 第28回全日本女子サッカー選手権大会 ベスト16

2007年
- ワールドカッププレーオフ、北京オリンピック予選日本代表に海堀あゆみ選出
- なでしこジャパンプロジェクトに海堀あゆみ、奥田亜希子選出
- mocなでしこリーグ2007ディビジョン2 4位 (8チーム)
- 第29回全日本女子サッカー選手権大会 ベスト8

2008年
- なでしこジャパンプロジェクトに奥田亜希子選出
- プレナスなでしこリーグ2008ディビジョン2 2位 (8チーム)。なでしこリーグ1部8位の伊賀フットボールクラブくノ一との入れ替え戦で勝利しディビジョン1昇格が決定。
- 第30回全日本女子サッカー選手権大会 ベスト16

2009年
- 入れ替え戦で福岡J・アンクラスに敗れ、チャレンジリーグに降格。

2010年
- なでしこリーグ/チャレンジリーグ入れ替え戦で伊賀フットボールクラブくノ一に敗れ、チャレンジリーグに残留。

2011年
- チャレンジリーグWESTは2位の成績ながら、規定によりなでしこリーグへ昇格（詳細は2011_日本女子サッカーリーグ#入れ替え戦を参照）。

2012年
- クラブ名を「スペランツァFC大阪高槻」へ変更。

2013年
- リーグ戦未勝利で最下位となり、日本女子サッカーリーグで最多の3度目のチャレンジリーグ降格が決定。

2014年
- チャレンジリーグ16勝5分1敗で優勝、1年でのなでしこリーグ復帰を果たす。

2015年
- リーグ戦9位となったため、ノジマステラ神奈川相模原との入れ替え戦に回る。2戦合計2-2で引き分けたものの、アウェーゴール数で上回ったため、1部リーグに残留。

2016年
- クラブ名を「コノミヤ・スペランツァ大阪高槻」へ変更。
- リーグ戦9位となったため、ちふれASエルフェン埼玉との入替え戦に回る。2戦合計1-5で敗れ、2部降格となった。

2017年
- リーグ戦は1勝17敗で最下位となりチャレンジリーグ降格。2年連続の降格となった。

2019年
- クラブ名を「スペランツァ大阪高槻」へ変更。

2022年
- クラブ名を「スペランツァ大阪」へ変更。

2023年
- リーグ戦終了後、種田佳織監督が2024シーズンより強化育成統括兼アカデミーダイレクターに、大野忍コーチがトップチームの監督に就任することが発表された。

## 年度別成績
| 回   | 年度 | チーム名                        | リーグ                 | チーム数 | 試合数 | 勝点 | 勝 | 分 | 敗 | リーグ順位 | リーグ杯    | 皇后杯    | 監督                  |
| 3    | 1991 | 松下電器LSC・バンビーナ         | JLSL                   | 10       | 18     | 4    | 1  | 2  | 15 | 9位        | -           | 2回戦敗退 | 小宮山定              |
| 4    | 1992 | 松下電器LSC・バンビーナ         | JLSL                   | 10       | 18     | 22   | 10 | 2  | 6  | 4位        | -           | ベスト8   | 小宮山定              |
| 5    | 1993 | 松下電器LSC・バンビーナ         | JLSL                   | 10       | 18     | -    | 4  | -  | 14 | 9位        | -           | 3位       | 小宮山定              |
| 6    | 1994 | 松下電器LSC・バンビーナ         | L・リーグ              | 10       | 18     | -    | 12 | -  | 6  | 優勝       | -           | ベスト8   | 小宮山定              |
| 7    | 1995 | 松下電器パナソニック バンビーナ | L・リーグ              | 10       | 18     | -    | 10 | -  | 8  | 4位        | -           | ベスト8   | 小宮山定              |
| 8    | 1996 | 松下電器パナソニック バンビーナ | L・リーグ              | 10       | 18     | -    | 9  | -  | 9  | 5位        | 4位         | ベスト8   | 山本浩靖              |
| 9    | 1997 | 松下電器パナソニック バンビーナ | L・リーグ              | 10       | 18     | -    | 7  | -  | 11 | 6位        | 3位         | 2回戦敗退 | 山本浩靖              |
| 10   | 1998 | 松下電器パナソニック バンビーナ | L・リーグ              | 10       | 18     | -    | 11 | -  | 7  | 5位        | 準優勝      | ベスト8   | 池田司信              |
| 11   | 1999 | 松下電器パナソニック バンビーナ | L・リーグ              | 8        | 14     | 22   | 7  | 1  | 6  | 5位        | 準決勝L敗退 | 3位       | 池田司信              |
| 12   | 2000 | スペランツァF.C.高槻            | L・リーグ              | 9        | 12     | 23   | 7  | 2  | 3  | 5位        | -           | ベスト4   | 北浦重宏              |
| 13   | 2001 | スペランツァF.C.高槻            | L・リーグ              | 10       | 13     | 16   | 5  | 1  | 7  | 7位        | -           | ベスト8   | 北浦重宏              |
| 14   | 2002 | スペランツァF.C.高槻            | L・リーグ              | 11       | 10     | 18   | 5  | 3  | 2  | 6位        | -           | ベスト8   | 北浦重宏              |
| 15   | 2003 | スペランツァF.C.高槻            | L・リーグ              | 13       | 20     | 20   | 6  | 2  | 12 | 6位        | -           | ベスト8   | 佐々木博和            |
| (16) | 2004 | スペランツァF.C.高槻            | L・リーグ1部 (L1)      | 8        | 14     | 11   | 3  | 2  | 9  | 7位        | -           | 2回戦敗退 | 福永亜紀              |
| (17) | 2005 | スペランツァF.C.高槻            | L・リーグ1部 (L1)      | 8        | 21     | 10   | 3  | 1  | 17 | 7位        | -           | ベスト8   | 福永亜紀 / 細田真砂智 |
| (18) | 2006 | スペランツァF.C.高槻            | なでしこ ディビジョン1 | 8        | 17     | 13   | 3  | 4  | 10 | 7位        | -           | 3回戦敗退 | 細田真砂智            |
| (19) | 2007 | スペランツァF.C.高槻            | なでしこ ディビジョン2 | 8        | 21     | 35   | 11 | 2  | 8  | 4位        | GL敗退      | ベスト8   | 細田真砂智            |
| (20) | 2008 | スペランツァF.C.高槻            | なでしこ ディビジョン2 | 9        | 16     | 40   | 12 | 4  | 0  | 2位        | -           | 3回戦敗退 | 細田真砂智            |
| (21) | 2009 | スペランツァF.C.高槻            | なでしこ ディビジョン1 | 8        | 21     | 3    | 0  | 3  | 18 | 3回戦敗退  | -           |           | 細田真砂智            |
| (22) | 2010 | スペランツァF.C.高槻            | チャレンジWEST         | 6        | 15     | 42   | 14 | 0  | 1  | 優勝       | -           | 2回戦敗退 | 細田真砂智            |
| (23) | 2011 | スペランツァF.C.高槻            | チャレンジWEST         | 6        | 15     | 38   | 12 | 2  | 1  | 2位        | （中止）    | 2回戦敗退 | 細田真砂智            |
| (24) | 2012 | スペランツァFC大阪高槻          | なでしこ               | 10       | 18     | 16   | 4  | 4  | 10 | 8位        | GL敗退      | 3回戦敗退 | 井上晴雄 / 本並健治   |
| (25) | 2013 | スペランツァFC大阪高槻          | なでしこ               | 10       | 18     | 4    | 0  | 4  | 14 | 10位       | GL敗退      | 3回戦敗退 | 本並健治              |
| (26) | 2014 | スペランツァFC大阪高槻          | チャレンジ             | 16       | 22     | 53   | 16 | 5  | 1  | 優勝       | -           | 2回戦敗退 | 本並健治              |
| (27) | 2015 | スペランツァFC大阪高槻          | なでしこ1部            | 10       | 23     | 20   | 4  | 5  | 15 | 9位        | -           | 3回戦敗退 | 本並健治              |
| (28) | 2016 | コノミヤ・スペランツァ大阪高槻  | なでしこ1部            | 10       | 18     | 11   | 3  | 2  | 13 | 9位        | GL敗退      | 2回戦敗退 | 本並健治              |
| (29) | 2017 | コノミヤ・スペランツァ大阪高槻  | なでしこ2部            | 10       | 18     | 3    | 1  | 0  | 17 | 10位       | -           | 2回戦敗退 | 眞中靖夫              |
| (30) | 2018 | コノミヤ・スペランツァ大阪高槻  | チャレンジWEST         | 6        | 15     | 13   | 3  | 4  | 8  | 9位(WEST)  | -           | 予選敗退  | 種田佳織              |
| (30) | 2018 | コノミヤ・スペランツァ大阪高槻  | チャレンジWEST         | 4        | 3      | 7    | 2  | 1  | 0  | 9位(総合)  | -           | 予選敗退  | 種田佳織              |
| (31) | 2019 | スペランツァ大阪高槻            | チャレンジWEST         | 6        | 15     | 31   | 9  | 4  | 2  | 2位(WEST)  | -           | 2回戦敗退 | 種田佳織              |
| (31) | 2019 | スペランツァ大阪高槻            | チャレンジWEST         | 4        | 3      | 3    | 1  | 0  | 2  | 4位(総合)  | -           | 2回戦敗退 | 種田佳織              |
| (32) | 2020 | スペランツァ大阪高槻            | チャレンジWEST         | 6        | 10     | 20   | 6  | 2  | 2  | 2位(WEST)  | （中止）    | 2回戦敗退 | 種田佳織              |
| (32) | 2020 | スペランツァ大阪高槻            | チャレンジWEST         | 2        | 2      | 4    | 1  | 1  | 0  | 3位(総合)  | （中止）    | 2回戦敗退 | 種田佳織              |
| (33) | 2021 | コノミヤ・スペランツァ大阪高槻  | なでしこ1部            | 12       | 22     | 22   | 5  | 7  | 10 | 10位       | -           | 2回戦敗退 | 種田佳織              |
| (34) | 2022 | スペランツァ大阪                | なでしこ1部            | 12       | 22     | 16   | 3  | 7  | 12 | 10位       | -           | 1回戦敗退 | 種田佳織              |
| (35) | 2023 | スペランツァ大阪                | なでしこ1部            | 12       | 22     | 18   | 5  | 3  | 14 | 10位       | -           | 3回戦敗退 | 種田佳織              |
| (36) | 2024 | スペランツァ大阪                | なでしこ1部            | 12       | 22     | 21   | 5  | 6  | 11 | 10位       | -           | 2回戦敗退 | 大野忍 → 種田佳織     |

- 1992年まで「勝ち点制」（勝ち2、引き分け1、負け0）を採用。
- 前後期制を採用した1993年から1999年までの成績は年間順位。
- 予選（地区）リーグと決勝リーグを採用した2000年から2003年までの成績は年間順位。チーム数は両地区の合計チーム数。
- 1999年から「勝ち点制」（勝ち3、引き分け1、負け0）を採用。
- 2004年から二部制に移行。チーム数は所属リーグのみ。
- 2003年まではシーズン名に「第○回」と表記されていたが、2004年からは西暦年で表記するようになった。
- 2006年は8チーム2回戦総当たりの「レギュラーリーグ」(RL)後、その順位に基づき上位と下位の各4チームによる1回戦総当たりの「プレーオフ」(PO)を実施。試合数はRLとPOの合計。成績は年間順位。
- 2015年は10チーム2回戦総当たりの「レギュラーシリーズ」（RS）後、上位6チームと下位4チームが2リーグに分けられ、それぞれで2回戦総当たりの「エキサイティングシリーズ（ES）」を実施。試合数はRSとESの合計。成績は年間順位。

## タイトル
- 日本女子サッカーリーグ：1回
  - 1994年

## ユニフォーム

### チームカラー
- 青、     黒

### ユニフォームスポンサー
| 掲出箇所   | スポンサー名                     | 表記     | 備考       |
| 胸         | センコーグループホールディングス | SENKO    |            |
| 鎖骨       | UHA味覚糖                        | ぷっちょ | 左側に表記 |
| 鎖骨       | 正木建設                         | 正木建設 | 右側に表記 |
| 背中上部   | 岡村製作所                       | オカムラ |            |
| 背中下部   | フードリエ                       | FOODLIER |            |
| 袖         | 関西シジシー                     | CGC      |            |
| パンツ前面 | フクシマガリレイ                 | GALILEI  |            |
| パンツ背面 | コノミヤ                         | コノミヤ |            |

出典: 2024シーズン ユニフォームスポンサー決定のお知らせ

### ユニフォームサプライヤー
- SQUADRA[13]

## チーム名変遷
- 1990年（創部）大阪高槻レディースサッカークラブ
- 1991年 - 1994年 松下電器LSC・バンビーナ
- 1995年 - 1999年 松下電器パナソニック バンビーナ
- 2000年 - 2011年 スペランツァF.C.高槻
- 2012年 - 2015年 スペランツァFC大阪高槻
- 2016年 - 2018年 コノミヤ・スペランツァ大阪高槻
- 2019年 - 2020年 スペランツァ大阪高槻
- 2021年 コノミヤ・スペランツァ大阪高槻
- 2022年 - スペランツァ大阪

## 歴代監督
（日本女子サッカーリーグ開幕以降）
- 1991年 - 1995年 小宮山定
- 1996年 - 1997年 山本浩靖
- 1998年 - 1999年 池田司信
- 2000年 - 2002年 北浦重宏
- 2003年 佐々木博和
- 2003年 松島芳久 (ヘッドコーチ)
- 2004年 - 2005年途中 福永亜紀 (2004年はヘッドコーチ)
- 2005年途中 - 2011年 細田真砂智
- 2012年 - 2012年途中 井上晴雄
- 2012年途中 - 2016年 本並健治
- 2017年 眞中靖夫
- 2018年 - 2023年 種田佳織
- 2024年 - 現在 大野忍

## 所属選手・スタッフ
2024年

### スタッフ
| 役職       | 氏名     | 生年月日 (年齢)        | 前職                                                  | 備考                     |
| 監督       | 種田佳織 | 1974年8月15日（50歳）  | スペランツァ大阪 強化育成統括兼アカデミーダイレクター | 復帰                     |
| 監督       | 大野忍   | 1984年1月23日（41歳）  | スペランツァ大阪 ヘッドコーチ                         | 新任 → 8月末退任、GM就任 |
| コーチ     | 家崎幹哉 | 1991年5月6日（33歳）   | 大阪学芸高等学校 女子コーチ                           | 新任                     |
| トレーナー | 中島彩香 | 1991年10月24日（33歳） |                                                       |                          |

### 選手
| Pos | No. | 選手名                     | 生年月日 (年齢)        | 前所属                           | 備考   |
| GK  | 01  | 井上加菜美                 | 2005年3月29日（19歳）  | 大商学園高等学校                 |        |
| GK  | 16  | 津田明日翔                 | 2002年1月8日（23歳）   | 大阪体育大学                     | 新加入 |
| GK  | 21  | 島田有季帆                 | 2000年8月14日（24歳）  | 静岡産業大学                     |        |
|     |     |                            |                        |                                  |        |
| DF  | 02  | 櫻田彩乃                   | 1998年5月19日（26歳）  | 静岡SSUアスレジーナ              |        |
| DF  | 03  | 上西可奈子                 | 1997年2月6日（28歳）   | 姫路獨協大学                     |        |
| DF  | 04  | 大田萌                     | 1998年9月17日（26歳）  | FC大阪CRAVO                      |        |
| DF  | 06  | 長澤優芽                   | 1993年4月6日（31歳）   | ASハリマアルビオン               | 新加入 |
| DF  | 14  | 井上歩香                   | 2000年10月31日（24歳） | 山梨学院大学                     |        |
| DF  | 19  | 小峠明日香                 | 2003年5月28日（21歳）  | INAC神戸レオンチーナ             |        |
| DF  | 20  | 佐々木美悠                 | 2001年11月13日（23歳） | 新潟医療福祉大学                 | 新加入 |
| DF  | 22  | 谷口愛奈                   | 2001年6月4日（23歳）   | 新潟医療福祉大学                 | 新加入 |
| DF  | 23  | 豊村文香                   | 2001年6月7日（23歳）   | 新潟医療福祉大学                 | 新加入 |
| DF  | 24  | ユン・ドゥギョン（尹頭炅） | 1998年9月7日（26歳）   | 昌寧WFC                          | 新加入 |
|     |     |                            |                        |                                  |        |
| MF  | 05  | 谷本景                     | 1998年5月19日（26歳）  | 広島文教大学                     |        |
| MF  | 07  | 南山千明                   | 1985年10月16日（39歳） | オルカ鴨川FC                     |        |
| MF  | 08  | 深澤里沙                   | 1986年5月10日（38歳）  | オルカ鴨川FC                     |        |
| MF  | 10  | 宮本春花                   | 2000年5月22日（24歳）  | 大阪体育大学                     |        |
| MF  | 13  | 玉田愛理                   | 2000年4月6日（24歳）   | 広島文教大学                     |        |
| MF  | 15  | 小池快                     | 1994年2月18日（31歳）  | ASハリマアルビオン               |        |
| MF  | 17  | 左子五月                   | 1997年5月31日（27歳）  | 大和シルフィード                 |        |
| MF  | 25  | 増永朱里                   | 2001年5月20日（23歳）  | 愛知東邦大学                     | 新加入 |
| MF  | 26  | 広倉果凜                   | 2006年1月25日（19歳）  | 大商学園高等学校                 | 新加入 |
| MF  | 27  | 上田桃                     | 2000年1月15日（25歳）  | 朝日インテック・ラブリッジ名古屋 | 新加入 |
|     |     |                            |                        |                                  |        |
| FW  | 09  | 武田菜々子                 | 2000年2月17日（25歳）  | マイナビ仙台レディース           | 新加入 |
| FW  | 11  | 木龍七瀬                   | 1996年4月28日（28歳）  | 昌寧WFC                          | 新加入 |
| FW  | 18  | 平岩依々菜                 | 2001年5月25日（23歳）  | 大阪体育大学                     | 新加入 |

## イメージソング
- Go Speranza!!
作詞・作曲：小濵達郎，編曲：小濵達郎，歌：小濱達郎

## 脚註
1. 1 2 3  矢内由美子 『なでしこの遺伝子―世界頂点へ。日本女子サッカー30年の戦い』、学研パブリッシング、2011年、10頁。
2. 1 2  『【重要】チーム運営会社発足並びにチーム名変更のお知らせ』（プレスリリース）コノミヤ・スペランツァ大阪高槻、2012年2月16日。2017年11月3日閲覧。
3. ↑  “サッカー女子：「大阪高槻」チーム名変更し存続”. 毎日新聞. (2016年1月29日) 2017年11月3日閲覧。
4. ↑  “【サッカー女子】プレナスなでしこリーグの大阪高槻　「コノミヤ」の支援でチーム存続”. 産経ニュース.  オリジナルの2016年1月30日時点におけるアーカイブ。 2017年11月3日閲覧。
5. ↑  『「コノミヤ・スペランツァ大阪高槻」チーム運営会社変更のお知らせ』（プレスリリース）コノミヤ・スペランツァ大阪高槻、2016年3月14日。2017年11月3日閲覧。
6. 1 2  『チーム名称変更のお知らせ』（プレスリリース）スペランツァ大阪高槻、2019年1月25日。2019年3月13日閲覧。
7. 1 2  “チーム名変更について”. スペランツァ大阪高槻 オフィシャルサイト (2021年12月17日). 2021年12月19日閲覧。
8. ↑  【重要】チーム運営会社発足並びにチーム名変更のお知らせ スペランツァFC大阪高槻 プレスリリース 2012年2月12日閲覧
9. ↑  プレナスなでしこリーグの大阪高槻、「コノミヤ」の支援でチーム存続 産経ニュース
10. ↑  “種田 佳織氏 2024シーズン 強化育成統括兼アカデミーダイレクター就任のお知らせ”. スペランツァ大阪高槻 オフィシャルサイト (2023年10月13日). 2023年10月13日閲覧。
11. ↑  “大野 忍氏 2024シーズントップチーム監督就任のお知らせ”. スペランツァ大阪高槻 オフィシャルサイト (2023年10月13日). 2023年10月13日閲覧。
12. ↑  “2020プレナスなでしこリーグ１部／２部リーグ開催延期 および 2020プレナスなでしこリーグカップ中止のお知らせ”. 2021年2月28日閲覧。
13. ↑  “2024シーズン ユニフォームスポンサー決定のお知らせ”. スペランツァ大阪高槻 オフィシャルサイト (2024年2月2日). 2024年2月4日閲覧。
14. ↑  “PLAYER & STAFF”. スペランツァ大阪オフィシャルサイト (2024年2月16日). 2024年2月18日閲覧。
15. ↑  “スペランツァ大阪”. 日本女子サッカーリーグ オフィシャルサイト. 2024年3月15日閲覧。
16. ↑  “大野 忍氏 2024シーズントップチーム監督就任のお知らせ”. スペランツァ大阪オフィシャルサイト (2023年10月13日). 2024年2月18日閲覧。
17. ↑  “家崎 幹哉氏 トップチーム コーチ就任のお知らせ”. スペランツァ大阪オフィシャルサイト (2024年2月6日). 2024年2月18日閲覧。
18. ↑  “新加入選手のお知らせ【上田 桃選手】”. スペランツァ大阪オフィシャルサイト (2024年8月13日). 2024年9月8日閲覧。
19. ↑  『新加入選手のお知らせ【武田 菜々子選手】』（プレスリリース）スペランツァ大阪、2024年7月2日。